# Халькостибит
Халькостибит — (англ. Chalcostibite ) минерал из класса сульфосолей с формулой CuSbS2. Открыт в 1835 году в горном массиве Гарц (Германия)

## История и название
Халькостибит впервые был обнаружен в Вольфсберге в Саксонии-Анхальт. Впервые минерал был описан в 1835 году Иоганн Людвиг Карл Зинкеном и Генрихом Розе. Название новому минералу было дано из-за содержания меди («халькос») и сурьмы («стибиум»). Брат Генриха Розе — Густав Розе — дополнительно добавил краткое описание кристаллической морфологии.

## Кристаллическая структура
Халькостибит обладает орторомбической сингонией с параметрами ячейки a = 6.01Å, b = 14.5Å, c = 3.8Å (отношение a: b:c = 0.414 : 1 : 0.262) и объёмом элементарной ячейки V 331.15 Å³.

## Образование и месторождения
Как и все сульфосоли халькостибит образуется при гидротермальных процессах, завершающих формирование магматических и вулканических пород. При изменении и окислении халькостибит переходит в малахит и азурит.
Лучшие классические кристаллы добывают в месторождении Рар-эль-Анц (Марокко). Также месторождения халькостибита имеются в Аргентине, Азербайджане, Австралии, Боливии (Пулькайо), Китае, Канаде, Греции, Гренландии, Италии, Японии, Казахстане, Киргизии, Люксембурге, Мексике (Гуадалупе), Румынии (Бая-Сприе), Монголии, Новой Зеландии, Перу, России, Словакии, Испании (Гуэхар-Сьерра, Гранада), ЮАР, Таджикистане, Чехии, Тунисе, Украине, Венгрии, Узбекистане и США. Имеются сведения о нахождении минерала в Норвегии, но они или сомнительны, или не могут быть подтверждены.